# 奠邊府戰役
奠边府战役（法語：Bataille de Diên Biên Phu）是第一次印度支那戰爭中法國與越南民主共和國間的最後一場主要戰鬥，發生於1954年。作战一方為武元甲手下的越盟军队，另一方為法國的遠東遠征軍空降兵與殖民軍。中国派出军事顾问团支援越方。战役发生於越南北部足以扭轉戰局的戰略重地奠边府村附近。
1954年3月13日，越南人民軍及越盟游擊隊以數倍於法軍的兵力對奠邊府進攻，越方投入四個步兵師和一個工兵師的部隊。法軍則隨戰役進行陸續向奠邊府戰場空投志願軍傘兵，前後共達1.6萬人，以補充戰場上損失。而越軍最終部隊達到超過10萬人，以及獲得蘇聯和中国援助的大量高射機槍和高射炮構成空中防禦網，導致法軍藉空中补给長期維持陣地的計畫失敗。此役越軍以自身傷亡2.5萬人的代價，击毙法军2,240人，俘虏10,998人，大量法國軍官戰死沙場，其中两名少將先後飲彈自盡。5月7日，奠邊府法軍司令卡斯特里率部投降，並從此退出亞洲戰場。法國對越南自1884年東京遠征以來70年的殖民統治随后至此結束。

## 背景

### 第一次印度支那戰爭
法國在二戰後重新在中南半島重建殖民地，以胡志明率領的越南獨立同盟會（越盟）成立政府，致力於越南民族獨立，雙方談判破裂後，與1946年11月雙方開戰，史稱法越戰爭。法越稱之為印度支那戰爭（Chiến tranh Đông Dương、Guerre d'Indochine）或第一次印度支那戰爭（Chiến tranh Đông Dương lần thứ nhất），也有反法抵抗戰爭、抗法戰爭（guerre de résistance antifrançaise）一說。
隨著越盟力量和控制地區的壯大，逐漸攻占了法國在越北的控制地區，1950年至1951年，法軍在湄公河三角洲發動了掃蕩攻勢，武元甲的部隊不斷的被擊敗，被迫改為使用游擊戰術。

### 那商戰役
1952年底，法軍用空降部隊攻占越盟後方那商，並築造了堅固的工事，11月到12月越盟在武元甲指揮下集中兵力圍攻該地，沒有攻堅經驗的越盟軍損失慘重卻毫無所獲，被迫撤離。法軍損失微不足道，隨後安全地撤離了該營地。此役稱為那商戰役。

### 法方實力
1953年5月，法國任命納瓦爾將軍為越南殖民地總指揮，當時法軍總兵力為18.9萬人，其中法軍5.4萬人、外籍軍團兩萬人、北非部隊三萬人、空軍一萬人、海軍五千人和法屬越軍七萬人，這些部隊的大部需在紅河三角洲“德拉特防線”的一系列防禦陣地上執行守備任務，或在法軍管轄之下的其他地方執行同類任務。美國大力支持法國的殖民政策，為法軍提供後勤物資和空軍支援。

### 越方實力變化
與此同時，越盟經過整編，已擁有6個師和3個獨立團，其中至少有8萬人是訓練有素的一線部隊；另強大的二線部隊，可從事地方作戰。並擁有一支龐大的，訓練水平參差不齊的後備隊。越盟控制了北部灣的大部分地區，佔領了安南山脈“腰部”的制高點並在更南的區域設有少量據點。
在武器裝備方面，越盟已和那商戰役時期有巨大的改變，胡志明爭取到蘇聯和新成立的中華人民共和國的全力支持，兩國向缺乏軍事工業的越盟政府輸送了大量的武器裝備，包括大口徑榴彈砲和防空高射砲。在軍事指揮上越盟也比那商戰役得到質的改變，越盟從中國人民解放軍得到了以韋國清為首的大量軍事顧問，這些顧問有國共內戰和朝鮮戰爭大量實戰經驗，精通對付西方現代化武器的經驗和攻堅戰的各種戰術，為越方提供訓練，使得越軍熟練掌握現代化武器和戰術。奠邊府戰役中，越盟不僅在總司令部，而且在各師、團單位擁有中國顧問，最低甚至到連級。

### 雙方戰略規劃和作戰準備
納瓦爾將軍上任後，制定了一個消滅越盟武裝、永久鞏固印度支那半島殖民地的戰略規劃。當時越盟避實就虛，不斷襲擊法國在寮國的據點。納瓦爾決定在被越盟控制的奠邊府，用空降部隊建立一個據點，派遣約1萬多部隊駐守，並迅速修築牢固的工事。
納瓦爾將軍總結那商戰役經驗後認為，越軍缺乏重裝備，對有強大火力和嚴密保護的工事據點不計損失，盲目進攻。法方相信今後可以用類似的戰術做誘餌，大量消耗越盟實力，為將來徹底摧毀越盟武裝力量，在越南牢固建立殖民地打下基礎。

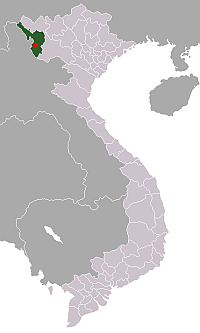
奠邊府

奠邊府位於越南西北越、寮邊境旁，坐落在越盟向寮國派遣部隊和後期補給必經之路，是四面環山一個盆地。四周為高山峻嶺和密集森林，交通極為不便。法方預料到越方必然集中兵力進行圍攻，同時認為，越方後勤基地位於400公里外的諒山，部隊無法短时间内携带大量的重武器設備，越方進攻時，法方拥有空軍和機械化部隊部署的重砲，並且配合空軍轟炸掩護，认为在牢固的工事下不會失守，在危機時，還可以利用飛機和寮國方向的機械化裝備增兵和提供後勤。這樣不但解除了越方對寮國方向威脅，而且越方圍攻結果會像那商戰役那樣燈蛾撲火，消耗大量兵力，有利於隨後掃蕩剷除全部越盟力量，長久鞏固法國在越南統治基礎。
納瓦爾任命勒內·科尼少將為東京灣部隊司令。負責從河內的基地指揮奠邊府築壘活動。兩人任命克里斯汀·德·卡斯特里上校為奠邊府守備軍司令。1953年11月20日上午10點半，第6殖民傘兵營和第1傘兵團的第2營共1827人空降到奠邊府，和當地毫無準備的越盟兩個連守軍交火。中午殖民伞兵部队第1营加上2个75毫米炮兵连，1个迫击炮连和1个外科医疗小队空降着陆參加戰鬥。下午4點，越方110人死亡，四名傷病被俘，被迫撤退。法軍11人死亡，52人受傷。 
次日，包括一輛推土機在內的重型裝備空投到位，工兵們開始修復主要的簡易機場，修建堡壘。奠邊府谷地由若干個小村莊組成，地勢平坦，只有幾處小山包，楠雲河從谷地中流過。法軍以前佔領該地時，曾修建了兩個簡易機場，較長的跑道為1.6萬碼，靠近奠邊府；另一個比較小的機場位於奠邊府以南3英里處。

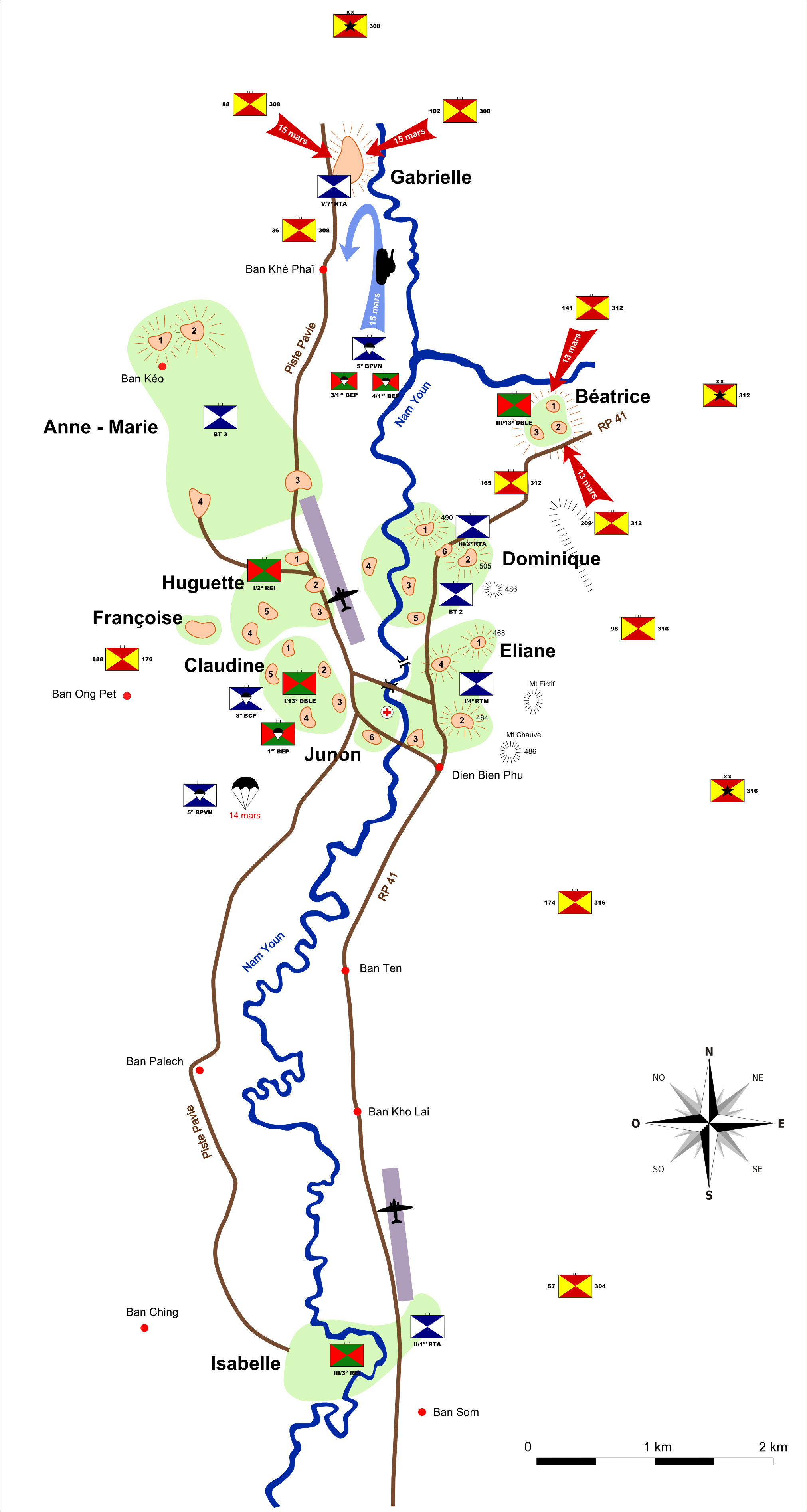
法軍1954年三月在奠邊府堡壘區分佈圖.

隨後法軍根據地形建立一個防禦體系，由8個據點構成。每個據點由數個相互可以支援的支撐點構成。北邊是孤立的加布里埃爾據點，由阿爾及利亞第5步兵團駐守。其東南面是比阿特麗斯據點，由外籍軍團第13半旅的第3營駐守。由主要機場周圍的工事構成的於蓋特據點，由外籍軍團第2團第1營和一支155毫米炮兵部隊駐守。於蓋特據點西面和北面是安妮·瑪麗據點，由越南傣族人駐守。在安妮·瑪麗據點以南是克洛迪娜據點，由外籍軍團第13半旅的第1營駐守。楠雲河以東是多米尼克和埃利亞娜據點，分別由阿爾及利亞第3步兵團第3營和第4摩洛哥步兵團駐守。再往南3英里便是孤立的伊莎貝爾據點。這一處境危險的據點由下列部隊堅守：外籍軍團第3團第3營、阿爾及利亞步兵第4團第2營、一支法國人指揮的摩洛哥部隊、一個105毫米炮兵連和一支坦克部隊。戰地司令部和野戰醫院位於克洛迪娜據點正北的地下掩蔽部里。步兵的坦克和炮兵等機動部隊也集中在此。
奠邊府谷地之後的3個月中，法軍多次出擊，騷擾敵人和破壞敵運輸線，使用各種武器對敵縱深實施猛烈襲擊。並派遣游击队潜入敌后，12月初，派出一支部隊協助萊州的泰國守備部隊撤離。由於法軍在叢林地帶兵力和戰術上均不佔優勢，上述戰鬥收穫甚微，同時，奠邊府逐漸被越盟包圍。陸地後勤線被切斷，法軍只能靠空軍補給和增援。
在越盟指揮一方，當武元甲和韋國清等越、中兩方將領收到法軍進佔奠邊府的消息後，都非常興奮，認為法軍孤軍深入表明他們嚴重低估了越軍已經變化的實力，這給越方在獨立戰爭中一個取得決定性勝利的極好機會。越盟方面剛剛擁有的重砲和防空武器，剛好可以使用中方在國共內戰和朝鮮戰爭發展的攻堅戰術，趁機在奠邊府包圍並且全殲大量法軍有生力量，進而奪取上寮。
1953年11月21日至24日，越盟和中方軍事顧問一起召開師級以上幹部的軍事會議，中方顧問茹夫一日記寫到：“要解決了作戰方向和作戰方案（方向：西北和平原；方案：攻堅和運動戰）。會議中和友方個別交談了出發前的一些準備和中寮作戰方案問題。會議期間敵情變化：奠邊府敵突然空降4個營，其意圖尚不能真正判明”。會議決定是利用法軍立足未穩，集中四個主力步兵師共4萬多人，長途奔襲，於1954年1月初，將法軍包圍在奠邊府。集中兵力火力，於1月下旬從多個方向插入法軍防禦中心，分散法軍的抗擊力量，中心開花，外施壓力，殲滅法軍。
1953年12月，第312师与第316师完成合围奠邊府。武元甲、韋國清來到前線，對偵查情報分析後發現法軍已構築防御体系坚固完整，用強大的火力做好了戰鬥準備。而越軍重炮團被山地阻塞，缺乏重武器和大规模攻坚战经验，若此時越軍倉促投入戰鬥，勢必遭受重大損失且極可能失敗。武元甲采纳中国军事顾问的建议，推迟进攻奠边府的时间，认真进行战前准备，將戰術從“速戰速決”改為“穩紮穩打”：先將法軍死死圍困，爭取時間將重炮拉入奠邊府周圍陣地；越軍先頭部隊則實施塹壕作業，將戰壕挖抵法軍前沿。
此后3个月，大批越军官兵进入中国接受攻坚训练，并且接收了中国提供的数百门火炮、弹药。越軍運輸重武器和後勤補給的能力遠遠超過法軍的估計。越南軍民飽受殖民壓迫之苦，士氣高漲，越盟組織能力強大，動員了大量民工在高山峻嶺中修建了崎嶇的山路，巧妙地利用各種偽裝躲過了法軍飛機的不斷地偵查和轟炸，1954年3月初，越方炮兵第351師（其中包括中國援助裝備的榴彈炮与火箭炮）歷盡千辛萬苦終於趕到前線，此時越方重砲數量已經超過了法軍兩倍。而且佔領了奠邊府周圍有利地形，修築了隱蔽工事，不僅可以直線射擊法軍部分工事，而且可以在工事裡躲過法軍反擊砲火。另外，根據韋國清、梅嘉生的要求，在廣西邊境，為越軍運送彈藥的卡車日夜不絕；在雲南南部，由中國援助的大批糧食集中起來，運往與萊州、奠邊府最近的金平縣境內囤積。路途比法軍預料的要短很多。越方在險峻地區修建山路後，又組織大量民工不斷提供彈藥和糧補給，儘管法軍一直不斷地轟炸補給線，但是越方利用夜間行進，白天遇到轟炸則躲在掩體和各種偽裝下，運輸線一直暢通無阻，這在其後戰役裡起到決定性作用。
為了分散法軍的注意力，越軍主力三〇八師於2月間實施了上寮戰役，攻入老撾東北部，掃除了那裡的法軍，解除了奠邊府越軍的後顧之憂。第325师西进老挝。三〇八師於3月初回師奠邊府。1954年3月，预计的4个主力师全部就位：炮兵第351师與步兵第308、第312、第316师。
戰役開始前法軍低估敵人，對兵力、軍火、後期、戰術的準備都不足，事先準備的增援、後勤補給能力也嚴重不足。法軍奠邊府砲兵司令夏爾·皮羅對上司保證在如此地理環境下，對方最多只能有極少數重砲，而法軍火力可以輕易壓制對方，並且還拒絕上司為他增加火砲裝備。在被越軍包圍後，法方指揮部也一直相信以現有兵力，奠邊府陣地可以像那商戰役那樣，成為大量消耗敵方的誘餌。法方預計可以用飛機偵查、轟炸隨時壓制越方任何攻擊，配合地面部隊最後消滅對方，卻完全沒有預料到越方已經擁有中方提供的防空設備，使得空中優勢大打折扣。

## 戰役過程

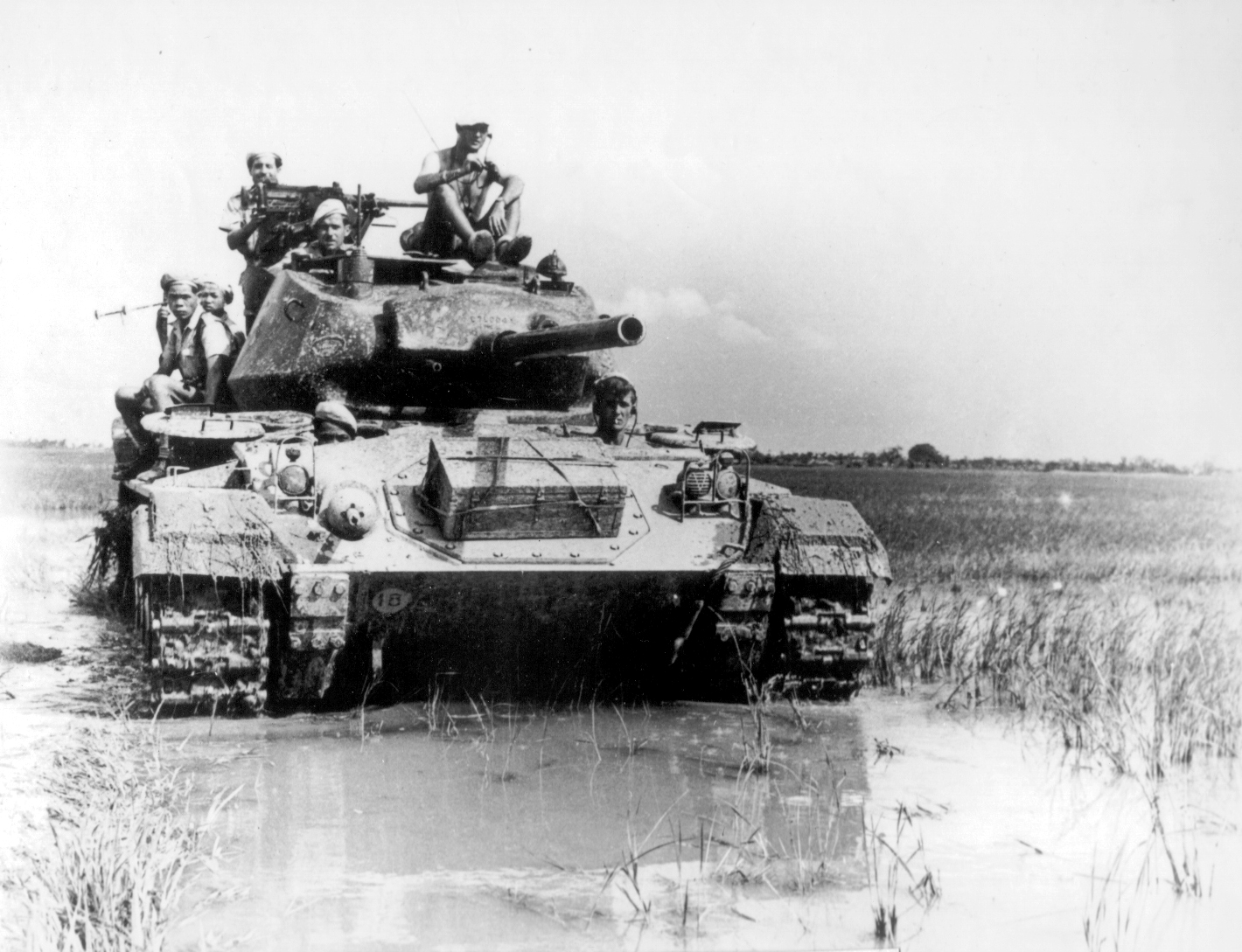
法國使用美製M24霞飛坦克

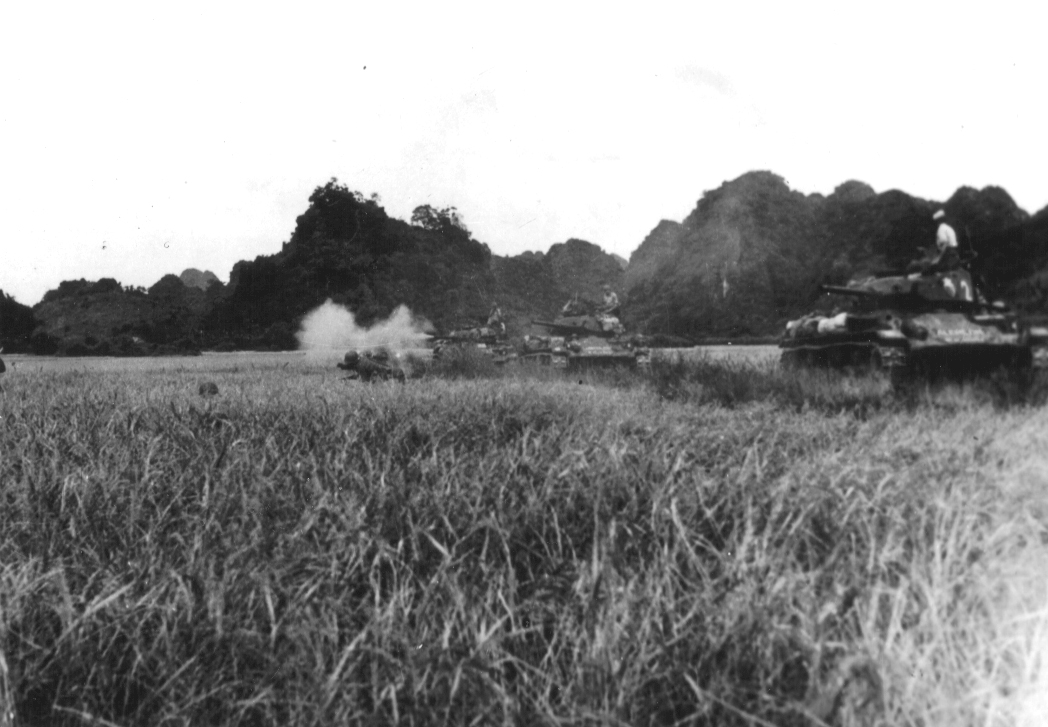
奠邊府戰役法國防線

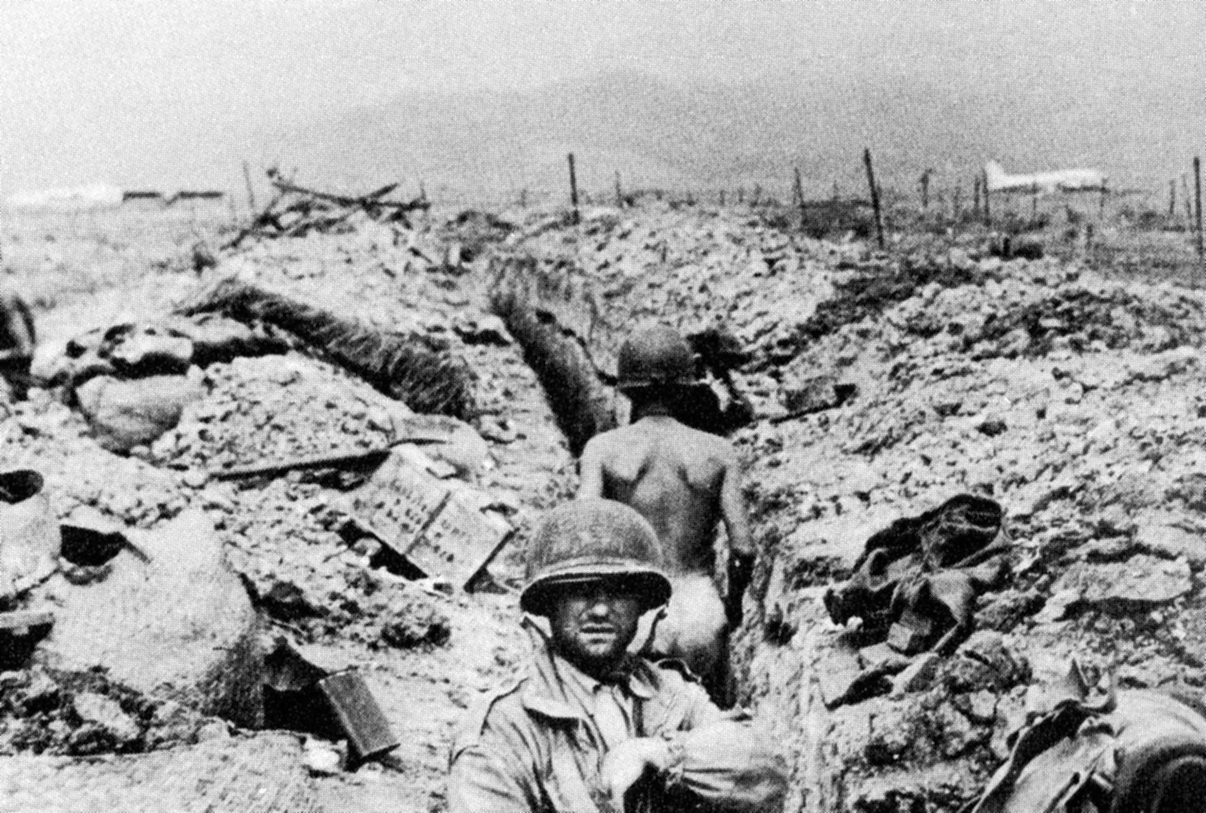
機場旁的法軍壕溝

戰役從3月13日由越方發動襲擊開始，到5月8日法軍投降結束。整個戰役分成三個階段

### 第一階段（1954年3月13日－29日）
越軍先後攻佔北區法軍加布里埃爾、比阿特麗斯、安妮瑪麗三個據點，隨後並激烈爭奪多米尼克和埃利亞娜據點。
當越盟軍經過幾個月運輸後，重武器全部搬到了前線。越方還同時建築了坑道，把重砲用隱蔽的方式部署在奠邊府周邊高山前工事內，周圍還部署了防空高射砲。這樣越軍可直射或者吊射法軍陣地，而法重砲和飛機則很難击中越砲兵陣地。
於此同時越軍還挖築地道戰，一點一點挖接近法方陣地。據中方顧問回憶，在戰役開始前越方一開始極不情願用此費工費力的戰術，認為得不償失。中方竭力勸說下才勉強去做。在頭幾天進展順利後，越軍發現這種戰術有效避免了對方火力大規模殺傷，此後就一直主動採取這種戰術。
越方原計劃在3月12日從各個方向發動襲擊，在其他方向佯攻牽制，而頭一天同時攻占北部相對孤立加布里埃尔（越方稱為獨立山高地）和比阿特麗斯據點（越方稱為興蘭高地），中方顧問茹夫一經過幾天實地偵察後，建議越方臨時修改計劃，進攻推遲一天，並且第一天火砲和兵力集中攻打興蘭高地（比阿特麗斯據點）。如果越軍佔領興蘭高地能夠扼制至關重要的第14號公路，意味着奠邊府法軍機場將完全暴露越軍的炮火之下，與外界的連接也就此中斷。越方採納。

#### 越軍佔領興蘭高地（比阿特麗斯）
3月13日17时10分 ，越軍集中20门76.2毫米榴弹炮、20门122毫米榴弹炮、80门105毫米榴弹炮及上百门迫击炮，发动炮火准备，猛烈而准确的炮火出乎法军预料。興蘭高地的營指揮所立刻被炮彈命中，營長保羅-貝戈（法語：Paul Pegot）少校當場死亡，幾分鐘後，北部防區總指揮儒勒·戈謝亦被炸死。陣地的法軍陷入群龍無首各自為戰的狀態。在炮火掩護下，越軍以5倍於法軍的兵力從法軍陣地附近的壕溝躍出，以排山倒海之勢衝向興蘭高地。越軍用爆破筒炸開鐵絲網，一波一波的越軍士兵奮不顧身地突入了陣地與殘餘的法軍短兵相接。
經兩個小時激戰後，陣地上法國軍官非死既傷，到了21時30分，法軍電台發出了最後一份電報。23時30分，越軍第312師師長向武元甲報告已經佔領興蘭高地，殲滅法軍600餘人，另有百餘人逃散；西方資料稱越軍有600人死亡，1,200人受傷。
納瓦爾戰後寫道：“在中国顧問影響下，越盟採用了與正規砲戰大為不同的戰術。大砲被拆卸成為零件，在封頂堡壘中重新組裝好後，從堡壘的射擊孔直線射擊。這種大砲和高射砲的射擊戰術，只有在越盟部署的龐大的螞蟻洞裡才有可能實現，完全出乎我們砲兵的意料”。當日，曾誇下海口的法軍砲兵司令夏爾·皮羅發現自己無法壓制越軍炮火，羞愧難當，走回工事後用手榴彈自盡。法軍悄悄埋葬並隱瞞消息，以防士氣瓦解。
納瓦爾下令14日清晨從奠邊府空運1個傘兵營，準備冒雨反擊，奪回興蘭高地，但是遭到了越南人民軍的猛烈炮火攔截，反擊行動被迫終止。

#### 越軍佔領獨立山高地（加布里埃爾）
14日凌晨短暂停火了5个小时后，越军开始再次攻击法军据点。机场跑道因前天16时遭到轰炸而停止使用，使得法军只能空投补给。当天夜里17时。继猛烈地炮火之后，越军开始对北部阿尔及利亚营守备的加布里埃尔发动进攻。308师的两个团于20时左右集中火力猛烈攻击。次日凌晨4时，一枚炮弹击中营指挥部，营长及多数军官都受重伤。
克里斯汀·德·卡斯特里上校下令发起反攻以夺回加布里埃尔，然而，皮埃尔·朗格莱上校派遣了前一天刚刚空投到战场、尚且筋疲力竭的越南第五伞兵营执行此任务。尽管一度突进至加布里埃尔，但是大多数反击皆被越军阻截，法军损失惨重。16日8时，阿尔及利亚营放弃坚守并开始撤退。法军于加布里埃尔损失了约1000人，而越军损失在1000至2000之间。

#### 越軍兵不血刃佔領安妮瑪麗據點
东北部的安妮玛丽据点由越南傣军驻守。由于几周以来，武元甲一直向其散布颠覆思想，宣称此战争和傣人无关，再加上比阿特丽斯与加布里埃尔先后失守，使得傣军士气低落。3月17日早，傣军趁着雾气笼罩叛逃，法军及剩余少数傣军被迫撤离。

### 第二階段（1954年3月30日－4月30日）
越軍改用工事戰術，對法軍芒清中心分區發起攻擊，利用坑道或交通壕接近並摧毀法軍支撐點，奪取奠邊府以東各制高點同時楔入中區和南區之間，分割包圍法軍，將其壓縮在不到2平方公里的狹長地段，並以炮火摧毀機場，切斷法軍來自空中的補給。

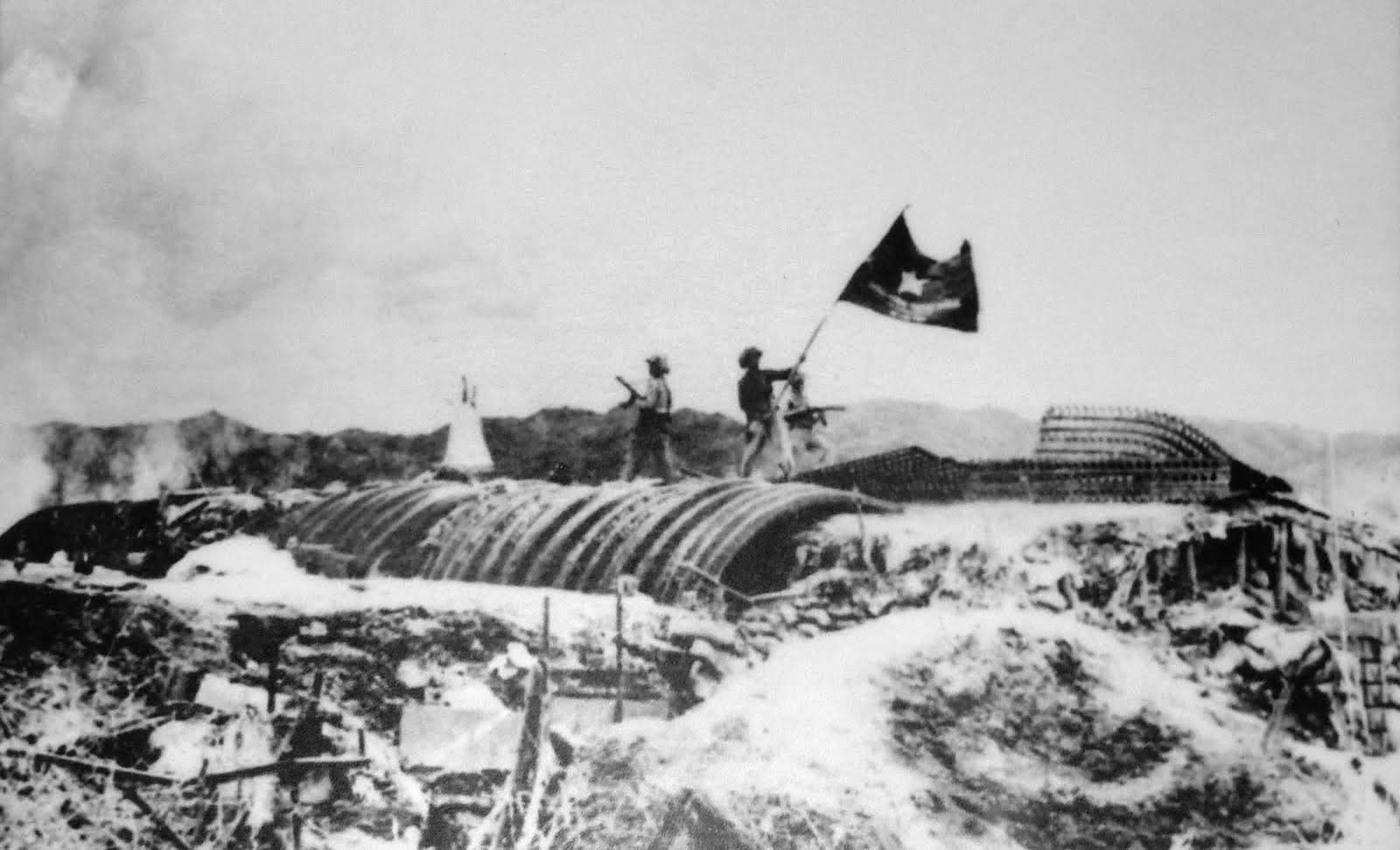
越軍攻陷法國司令部

### 第三階段（1954年5月1日－7日）
5月1日，第308、312、316师发动總攻，6天后，奠边府被越军攻陷，指挥官卡斯特里准将以下1.1万人被俘。擊落、擊毀飛機62架。第308师因为作战有功，胡志明以自己的稿费嘉奖。

## 結果
5月8日戰役以法軍提出停戰、越方全面勝利結束。近1.5萬駐越法軍和援軍被成編制殲滅。
戰役雙方均大量傷亡，尤其是是越方。据估计，越盟军队在此次围攻战中伤亡人数高达2.3万至2.5萬人，其中死亡8,000人。兵力较弱的法军防御部队（其中外籍军团的7个营占总人数的半数以上）也损失惨重，死亡約2千人，還有約1.2萬人在5月8日被作为俘虏押走。其中只有3千多人最終活下來並被遣返回國。雖然法軍傷亡人數相對低於越方，但是這對於離本土萬里之外殖民地薄弱的軍力是致命的打擊。

## 影響
這次戰役對對結束法國殖民統治起到了決定性作用，導致抗法戰爭以越方勝利告終。法國殖民地軍隊被消耗了十分之一以上，並且用盡了在越南的戰略資源。越军大规模攻入了红河三角洲地区。
在法国国内，受到奠边府战役败局的影响，主战派的法国总理约瑟夫·拉尼埃下台，主和派的皮埃尔·孟戴斯-弗朗斯出任法国总理。
在奠邊府戰役結束後緊接進行的日內瓦談判中，在國際調停下，法國承認印度支那殖民地國家獨立，承諾最终退出越南，同意暫時越南以緯度17度劃分為兩部，北越歸越共政府管理，法軍退到南越維護其扶植的保大皇帝政權。定於兩年內，越南舉行選舉，實現統一。
法國自此结束了在东南亚的殖民，并把南越勢力範圍交給美國統治。由此引發了長達二十年越南戰爭，而南北越直到1976年才得以统一。
在當代越南，奠邊府戰役作為越南人民軍最經典的戰役加以紀念。戰役總指揮武元甲也成為越南家喻戶曉的傳奇人物，更被譽為「奠邊府之虎」。

## 越方外援
中国军事顾问建议兵贵神速，建议两天后就发动攻击。但由于法国空降兵增援，使法军防守兵力加倍， 武元甲决定推迟攻击时间。结果战役发动时间被推迟了50天，原定于3月8-10日发起攻击，但经过推迟，战役结束于5月8日。中国为越军提供了大炮、迫击炮和后勤供应。中国军事顾问被分派到了越军每个团。越军主要武器装备援助，诸如防空武器和飞机，来自苏联。大量装备和物资来自中国，包括飞机和军事培训，1/3的越南飞行员培训在中国进行。越军军装，诸如鞋、帽、蚊帐和食品都来自中国，还有炸药。

## 電影

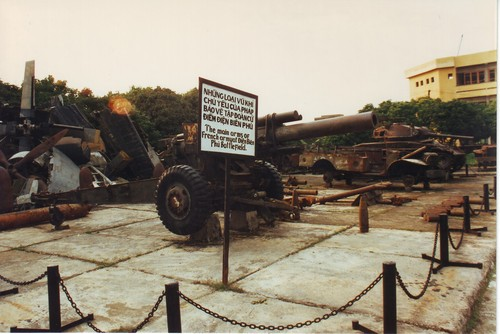
奠邊府博物館中被擄獲的法軍重砲

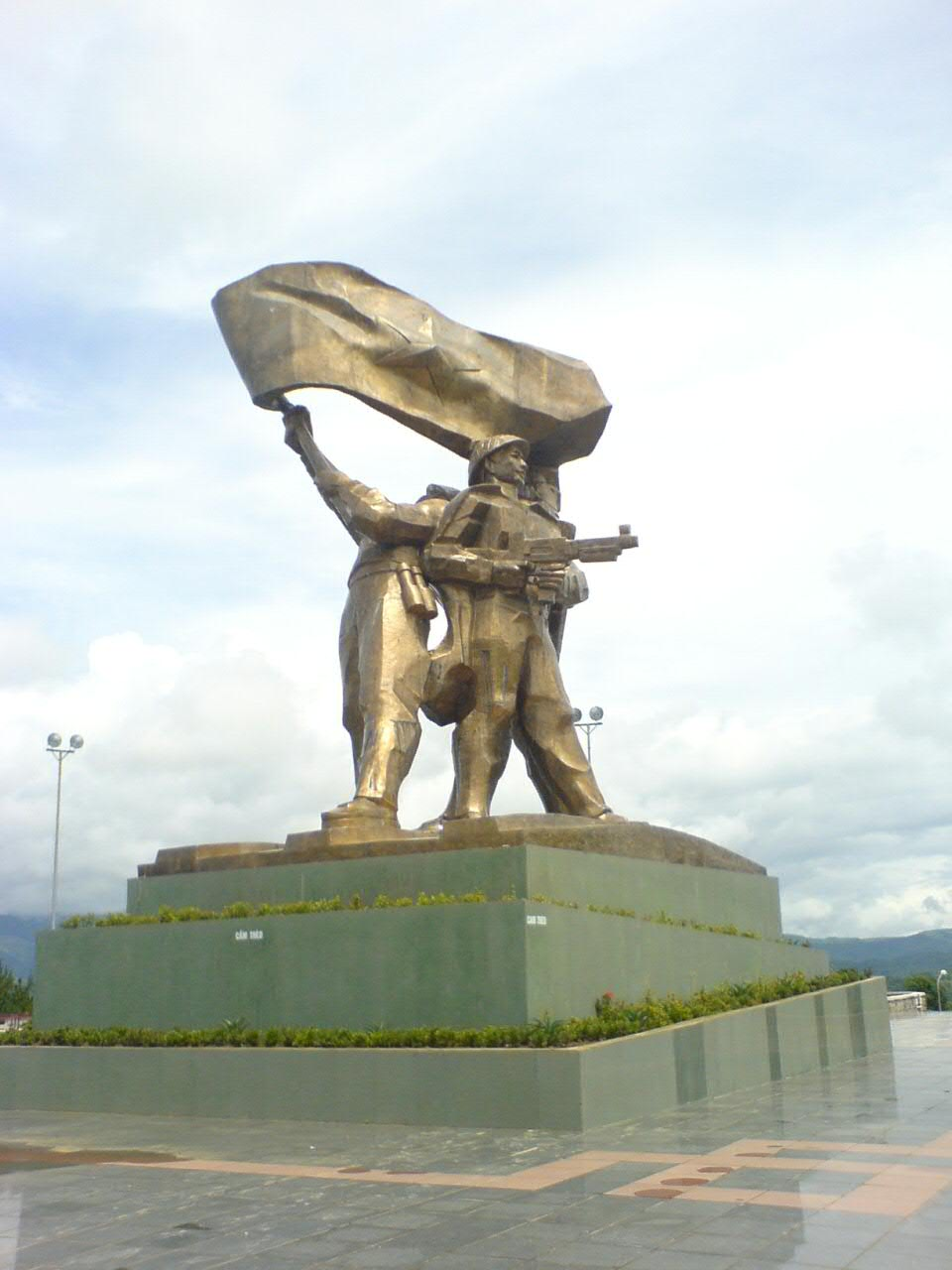
越軍勝利紀念碑

法國導演皮埃爾·肖恩多夫曾拍攝《奠邊府》並於1992年的坎城影展中作開幕公映，越南導演胡權民也曾拍攝同名劇情片，顯見該戰役的影響程度。

### 脚注
1. ↑  Davidson, 224
2. ↑  Davidson, 223
3. 1 2 3 4 5  Clodfelter 2017，第616頁.
4. ↑  Stone, p. 109
5. ↑  .   [2005-12-14]. （原始内容存档于2016-04-23）.
6. ↑  Simpson, Howard R. . Brassey's (US). May 1994. ISBN 0-02-881047-3.
7. 1 2  Davidson, p. 237
8. 1 2  Davidson, p. 238
9. ↑  Davidson, p. 239
10. ↑  .   [2017-01-15]. （原始内容存档于2020-04-01）.

### 书籍
- Davidson, Phillip. . New York: Oxford University Press. 1988. ISBN 0-19-506792-4.
- .   [2006-12-08]. （原始内容存档于2006-12-05）.
- Fall, Bernard B. . New York: J.B. Lippincott Company. 1967. ISBN 0-306-80231-7.
- Forbes, Andrew, and Henley, David: Vietnam Past and Present: The North. Chiang Mai. Cognoscenti Books, 2012. ASIN: B006DCCM9Q.
- Grauwin, Paul-Henri. Doctor at Dien-Bien-Phu. Hutchinson & Co. Publ., London, 1955.
- . 時代雜誌. 1954-05-17  [2018-12-09]. （原始内容存档于2021-02-11）.
- Morgan, Ted (2010) Valley of Death: The Tragedy at Dien Bien Phu That Led America Into the Vietnam War Random House: New York
- Navarre, Henri. . Paris: Plon. 1958. OCLC 23431451 （法语）.
- Rottman, Gordon L. . Oxford: Osprey Publishing (UK). 2005. ISBN 1-84176-863-4.
- Roy, Jules; Baldick, Robert. . New York: Harper & Row. 1984. ISBN 0-88184-034-3. OCLC 263986.
- Roy, Jules. . New York: Carroll & Graf Publishers. 2002. ISBN 0-7867-0958-8.
- Stone, David. . London: Brassey's UK. 2004. ISBN 1-85753-372-0.
- Windrow, Martin. . New York: Da Capo Press. 2004. ISBN 0-306-81386-6.
- Windrow, Martin. The French Indochina War 1946–54 (Osprey Publishing, 2013)

## 外部連結
维基共享资源上的相關多媒體資源：奠邊府戰役
- Điện Biên Phủ, official dedicated website
- Memorial-Indochine.org (in English]
- An Analysis of the French Defeat at Điện Biên Phủ （页面存档备份，存于）